# At War with the Mystics
At War with the Mystics é o décimo primeiro álbum de estúdio da banda norte-americana The Flaming Lips, foi lançado em 2006.
Além das 12 faixas originais o álbum foi comercializado em formato digital com mais 4 faixas bônus pelo site iTunes.
| Críticas profissionais                                                      | Críticas profissionais |
| Avaliações da crítica                                                       | Avaliações da crítica  |
| Fonte                                                                       | Avaliação              |
| --------------------------------------------------------------------------- | ---------------------- |
| allmusic                                                                    | [ 2 ]                  |
| Esta tabela precisa de ser acompanhada por texto em prosa. Consulte o guia. |                        |

## Faixas
1. "The Yeah Yeah Yeah Song (With All Your Power)" - 4:51
2. "Free Radicals (A Hallucination of the Christmas Skeleton Pleading with a Suicide Bomber)" - 3:39
3. "The Sound of Failure / It's Dark… Is It Always this Dark??" - 7:18
4. "My Cosmic Autumn Rebellion (The Inner Life as Blazing Shield of Defiance and Optimism as Celestial Spear of Action)" - 4:48
5. "Vein of Stars" - 4:15
6. "The Wizard Turns On… The Giant Silver Flashlight and Puts on His Werewolf Moccasins" - 3:41
7. "It Overtakes Me / The Stars Are So Big… I Am So Small… Do I Stand a Chance?" - 6:50
8. "Mr. Ambulance Driver" - 4:21
9. "Haven't Got a Clue" - 3:23
10. "The W.A.N.D. (The Will Always Negates Defeat)" - 3:44
11. "Pompeii am Götterdämmerung" - 4:22
12. "Goin' On" - 3:39

### Faixas bônus
Faixas adicionais comercializadas em formato digital:
1. "Bohemian Rhapsody" - 6:36 (original do álbum "Killer Queen: A Tribute to Queen")
2. "The Gold in the Mountain of Our Madness" - 4:47 (é a faixa final da edição do CD lançado no Japão)
3. "The Yeah Yeah Yeah Song (Versão estendida)" - 5:22
4. "Time Travel…YES!! - 3:21 (Não aparece no álbum)" (participação de Steven Michael Burns)